# Tòquio blues
Norwegian Wood (Noruwei no Mori, ノルウェイの森) és una novel·la de l'autor japonès Haruki Murakami de l'any 1987. La novel·la és una història nostàlgica que tracta els temes de la pèrdua i la sexualitat. La història està narrada pel seu protagonista, Toru Watanabe, que evoca a la novel·la el temps en què va residir a Tòquio durant el seu primer any com a estudiant universitari. A través dels records de Toru, el lector és testimoni del desenvolupament de les seves relacions amb dues dones molt diferents: la Naoko, una noia bella, amb una vida emocional agitada, i la sociable i animada Midori.
L'acció es desenvolupa al Tòquio de finals dels anys 1960, moment històric en què els estudiants japonesos, com molts estudiants en altres països, estaven involucrats en protestes contra l'ordre establert. Aquestes protestes són el teló de fons en què la novel·la es desenvolupa, i l'autor (a través dels ulls de Toru i Midori) descriu aquest moviment estudiantil en general com a pusil·lànime i hipòcrita.
Certs fragments de l'obra es van publicar originalment a la col·lecció El salze cec i la dona adormida, amb el títol La cuca de llum.
La bona acollida que va tenir l'obra Norwegian Wood entre la joventut japonesa va convertir Murakami en una mena d'ídol de masses al Japó (cosa que, segons sembla, no va agradar en aquell moment).
Tot i ser una obra molt coneguda al seu país, els lectors habituals van rebre l'obra com una desviació poc grata del seu estil ja establert de prosa enèrgica amanida amb elements del que és inesperat i sobrenatural, com per exemple l'obra Sekai no owari to Hādoboirudo Wandārando, traduïda a l'anglès com Hard-Boiled Wonderland and the End of the World, que havia estat publicada dos anys abans. El traductor de l'obra a l'anglès, Jay Rubin, va ressaltar a la nota del traductor de l'edició britànica de l'any 2000 que aquesta manté en grau important la complexitat i el simbolisme característics de l'obra de Murakami, i que per tant aquesta obra "no és només una història d'amor”.

## Títol de la novel·la
El títol original en japonès, Noruwei no Mori, és la forma habitual de traduir al japonès el títol de la cançó "Norwegian Wood (This Bird Has Flown)", de The Beatles, composta per John Lennon i Paul McCartney. A la novel·la apareixen diverses al·lusions a aquesta cançó, que és la favorita del personatge Naoko. La paraula japonesa mori seria equivalent en català a "bosc", no al material "fusta", encara que la lletra de la cançó indubtablement es refereix a l'últim. Aquesta traducció, que pot semblar estranya, està basada en la traducció oficial del títol de la cançó, i a més les imatges i les ambientacions forestals tenen una importància destacada a la novel·la.

## Personatges
- Toru Watanabe — Protagonista i narrador, Toru és un estudiant universitari força normal de Tòquio. S'està especialitzant en teatre però sense motiu o convicció per fer-ho. Al contrari que la majoria dels estudiants, està interessat en Occident; en particular, en la literatura dels Estats Units. És el millor amic de Kizuki i té una relació amorosa primer amb Naoko i més tard amb Midori.
- Naoko - Bella i sensible, Naoko és la núvia de Kizuki, encara que després de la mort d'aquest comença una relació amb Toru. La germana gran de Naoko es va suïcidar als 17 anys, cosa que, juntament amb el suïcidi de Kizuki, va marcar la seva estabilitat emocional per sempre.
- Midori Kobayashi — Companya de classe de Toru. Vivaç i extravertida, ella i la seva germana ajuden el seu pare a portar una petita llibreria. Al principi té xicot, però comença a tenir altres sentiments cap a Toru segons el va coneixent millor. Finalment deixa el seu xicot, cosa que posa Toru en una situació complicada.
- Reiko Ishida — Professora de música i bona amiga de Naoko, juntament amb la qual roman en un psiquiàtric. A causa dels problemes mentals que comporta durant tota la seva vida i que van arruïnar la seva carrera musical i el seu matrimoni, Reiko intenta aconsellar Toru i Naoko en la seva relació.
- Kizuki — Millor amic de Toru a l'institut i primer nuvi de Naoko, Kizuki es va treure la vida als 17 anys.
- Nagasawa - Estudiant diplomàtic de l'elit de la Universitat de Tòquio que comença una amistat amb Toru a través d'una passió que tots dos comparteixen, El gran Gatsby. Nagasawa no és gaire carismàtic, però sí complex tant en els seus ideals com en les relacions personals. Al principi Toru, portat per la disbauxa, comença a sortir amb ell per tenir relacions sexuals amb noies que Nagasawa escull a l'atzar. Més tard, la seva relació passa per alts i baixos, i deixa i torna a reprendre la seva amistat.
- Hatsumi — Amable per naturalesa, Hatsumi és la patidora núvia de Nagasawa. Intenta aconsellar Toru, però aquest es mostra poc inclinat a creure tant a ella com a Nagasawa per por que la situació de Naoko i Kizuki es torni a repetir. (Fora de la història del llibre, Hatsumi es casarà, dos anys després que Nagasawa se'n vagi a Alemanya, i se suïcidarà, dos anys més tard més, tallant-se les venes).
- "Storm-Trooper" — Company d'habitació de Toru a la residència d'estudiants que està obsessionat amb la neteja. S'està especialitzant en cartografia com a preparació per treballar al Geographical Survey Institute of Japan. Més tard es muda, i deixa l'habitació sencera per a Toru, fins que aquest se'n va també de la residència.
- Itoh - Estudiant d'art que Toru coneix després d'abandonar la residència d'estudiants que compartia amb Nagasawa i Storm-Trooper. A tots dos els encanta Boris Vian. Té núvia al seu poble natal, Nagasaki, però el malestar que ella sent cap al camí que Itoh ha triat fa que ell manifesti també cert malestar en la seva relació.
- Momoko (Momo) Kobayashi — Germana de Midori.
- Senyor Kobayashi — Pare vidu de Midori. Al principi Midori va dir que el seu pare havia emigrat a Uruguai, cosa que finalment resulta ser mentida; en realitat, el senyor Kobayashi estava ingressat a un hospital de Tòquio per un tumor cerebral. Quan Midori i Toru el visitaran, Toru es queda sol durant una estona cuidant-lo. Poc després mor, i les filles venen la llibreria per mudar-se a un nou barri.
- "Uniform" — Sobrenom que rep l'assistent de Nakano, conegut per portar sempre uniforme d'estudiant.

## Argument
Toru Watanabe acaba d'arribar als 37 anys a Hamburg (Alemanya). Quan escolta una versió d'orquestra de la cançó dels Beatles "Norwegian Wood", de cop i volta li aborden sentiments de pèrdua i nostàlgia. Toru recorda els seixanta, quan van passar tantes coses que van afectar la seva vida.
Toru, el seu company de classe Kizuki i la núvia de Kizuki, Naoko, són amics inseparables. Kizuki i Naoko estan especialment units, com ànimes bessones, i Toru sembla més que feliç de ser el que reforça el seu amor. Aquesta existència idíl·lica és interrompuda pel suïcidi inesperat de Kizuki el dia que feia disset anys. La mort de Kizuki afecta profundament els dos amics: Toru sent la presència de la mort per tot arreu, mentre Naoko creu que n'ha perdut una part per sempre. Els dos personatges passen cada cop més temps junts intentant consolar-se l'un a l'altre i, finalment, s'enamoren. La nit del seu vint aniversari, Naoko se sent especialment vulnerable i acaben consumant el seu amor. Després, Naoko deixa a Toru una nota en què diu que necessita temps per pensar i que deixa la universitat per anar a un sanatori.
La florida del seu amor es contraposa a un teló de fons de malestar civil. Els estudiants de la universitat de Toru es declaren en vaga i promouen una revolució. Inexplicablement, els estudiants finalitzen la vaga i actuen com si no hagués passat res, cosa que provoca que Toru se senti furiós per considerar-lo un signe d'hipocresia.
Toru esdevé amic d'una companya de classe de teatre, Midori Kobayashi. Ella té tot el que faltava a Naoko: és extravertida, plena de vida, summament segura de si mateixa. Tot i el seu amor per Naoko, Toru també se sent atret per Midori. Midori sent el mateix per ell i la seva relació creix durant l'absència de Naoko.
Toru visita Naoko al sanatori, que es troba apartat entre les muntanyes, a prop de Kyoto. Allà coneix Reiko Ishida, una altra pacient que ha esdevingut confident de Naoko. Durant aquesta i les visites següents, Reiko i Naoko revelen una mica més sobre el seu passat: Reiko li parla de la recerca de la seva identitat sexual i Naoko sobre l'inesperat suïcidi de la seva germana gran fa uns anys. De tornada a Tòquio, Toru provoca, sense pretendre-ho, el distanciament de Midori en no tenir en compte els seus desitjos i necessitats i pensar contínuament en Naoko. Li escriu una carta a Reiko demanant consell a propòsit dels seus sentiments incompatibles cap a Naoko i Midori. No vol fer mal a Naoko però tampoc vol perdre Midori. Reiko li aconsella aprofitar aquesta oportunitat per ser feliç i veure que acaba la relació amb Midori.
Un temps més tard, Toru s'assabenta a través d'una carta d'un fet que li canviarà completament la vida.

## Temes
Tendra, escrita en un to melancòlic i sensual i amb un ritme molt àgil, Tòquio blues narra, amb una encertada i equilibrada mescla de malenconia i sentit de l'humor, les angoixes adolescents, el desengany del primer amor i el trànsit a l'edat adulta.

## Adaptacions
El 2010 es va estrenar una adaptació cinematogràfica de la novel·la, dirigida per Tran Anh Hung i protagonitzada per Kenichi Matsuyama interpretant el paper de Watanabe, Rinko Kikuchi fent de Naoko i Kiko Mizuhara com a Midori.